# Hernando de Alarcón (militar)

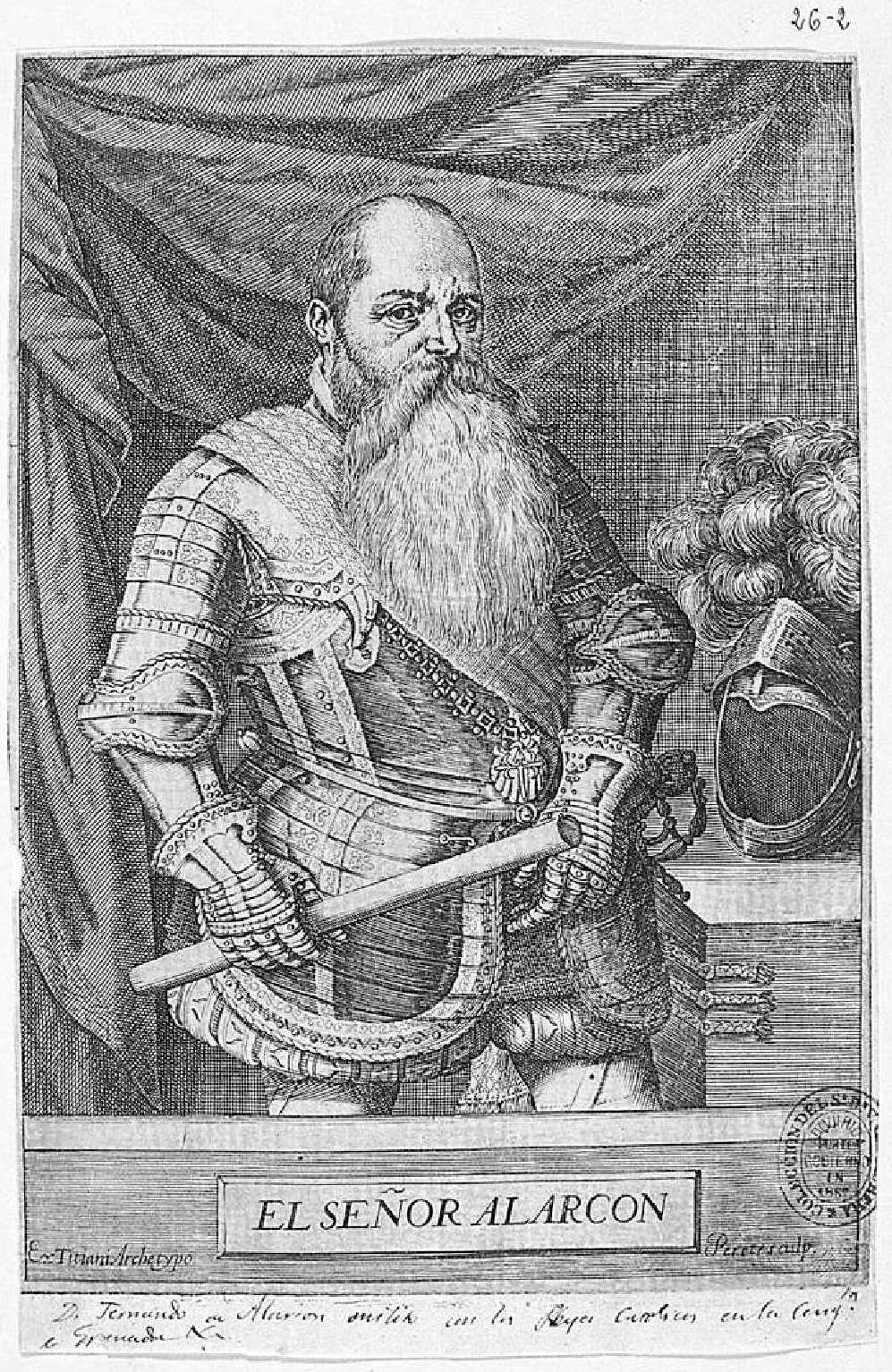
Hernando de Alarcón, grabado de Pedro Perete según Tiziano («Ex Titiani Archetypo»). Ilustración de Antonio Suárez de Alarcón, Comentarios de los hechos del señor Alarcon, marques de la Valle Siciliana y de Renda, y de las guerras en que se hallò por espacio de cinquenta y ocho años, en Madrid, por Diego Díaz de la Carrera, 1655. Biblioteca Nacional de España.

Hernando de Alarcón (Palomares del Campo, 1466-Nápoles, 17 de enero de 1540) fue un militar español, destacado en las guerras italianas.

## Biografía
Hijo de Diego Ruiz de Alarcón y de María de Illanes. A los 16 años comenzó su aprendizaje militar junto a su tío Pedro Ruiz de Alarcón en las guerras contra los árabes que ocupaban la península ibérica. Posteriormente tomó parte en la guerra de Granada.
A las órdenes de Gonzalo Fernández de Córdoba, al mando de cien hombres de caballería, participó en el asedio de Cefalonia de 1500 y en la guerra de Nápoles de 1501, en la que tomó parte en las batallas de Seminara y Garellano junto a Antonio de Leyva, donde ambos merecieron el tratamiento honorífico de señor. Alarcón sería designado gobernador de Tarento, regresando a España tras el final de la guerra.
Al estallar la guerra de la Liga de Cambrai en 1508 volvió a Italia y luchó junto a Fabrizio Colonna, siendo herido y hecho prisionero en la batalla de Rávena. Sería rescatado poco después. En 1510 participó en la toma de Bugía y Trípoli, en el norte de África.
En 1525 comandó la vanguardia de la caballería en la batalla de Pavía, ocupándose de la custodia del rey Francisco I de Francia, capturado en el enfrentamiento, y de su traslado al Real Alcázar de Madrid y posterior viaje a Bayona tras su liberación, servicios por los que Carlos I le recompensó con el título de marqués de la Valle Siciliana. De regreso a Italia tomó parte en el Saco de Roma de 1527, donde el papa Clemente VII fue capturado y puesto bajo la custodia de Alarcón, en su encierro en el Castillo Sant'Angelo.
En 1535 formó parte de la expedición militar que participó en la Jornada de Túnez, en la que las fuerzas imperiales de Carlos I atacaron y tomaron la ciudad, defendida por Barbarroja.
Tras su retirada de la vida militar Alarcón murió en Nápoles el 17 de enero de 1540.